# Погостный список М. И. Муравьёва-Апостола
В фондах Государственного архива Российской Федерации по истории России XIX — начала XX в. хранится «Погостный список» декабристов с указанием дат и мест их смерти и захоронения, составленный М. И. Муравьевым-Апостолом в 1886 г. Долгое время этот документ оставался единственным источником сведений об обстоятельствах кончины многих декабристов.

## Списки участников движения декабристов
Общее число задержанных по делу о восстании 14 декабря 1825 года превысило 3000 человек. Большая часть арестов пришлась на вторую половину декабря 1825 года — январь 1826 года. Только офицеров было арестовано около 500 человек.
Учреждённая Николаем I Следственная Комиссия начала разбор дел задержанных и должна была «злодеев закоренелых отделить от легкомысленных преступников, действовавших по увлечению». Правитель дел этой комиссии А. Д. Боровиков готовил материалы о степени вины каждого из арестованных. На основе этих материалов им был составлен «Алфавит членам бывших злоумышленных тайных обществах и лицам, прикосновенным к делу, произведенному высочайше учрежденною 17-го декабря 1825-го года Следственною Комиссиею составлен 1827-го года». Список содержал 579 имен.
Из них Верховному уголовному суду были преданы 121 человек, включенных в итоговую «Роспись Государственным преступникам, приговором Верховного Уголовного Суда осуждаемых к разным казням и наказаниям».
В донесение Следственной Комиссии, кроме общего списка подсудимых, были включены на усмотрение «особенному уважению Верховного уголовного суда»:
— список подсудимых, признавших собственную вину и поставленных вне установленных общих разрядов:
Павел Пестель, Кондратий Рылеев, Сергей Муравьев-Апостол, Михайло Бестужев-Рюмин, Петр Каховский;
— список подсудимых, вина которых усиливалась особыми обстоятельствами:
Щепин-Ростовский, Сутгоф, Панов;
— список подсудимых, вина которых ослаблялась обстоятельствами:
| №  | Фамилия                 | №  | Фамилия                      | №  | Фамилия         |
| -- | ----------------------- | -- | ---------------------------- | -- | --------------- |
| 1  | Матвей Муравьев-Апостол | 16 | Фон-визин                    | 31 | Петр Бестужев   |
| 2  | Артамон Муравьев        | 17 | Штабс-капитан Поджио         | 32 | Веденяпин 1-й   |
| 3  | Александр Бестужев      | 18 | Фаленберг                    | 33 | Князь Голицын   |
| 4  | Никита Муравьев         | 19 | Корнилович                   | 34 | Фурман          |
| 5  | Князь Сергей Волконский | 20 | Корнет Муравьев              | 35 | Веденяпин 2-й   |
| 6  | Якушкин                 | 21 | Лейтенант Кюхельбекер        | 36 | Мозгалевский    |
| 7  | Повало-Швейковский      | 22 | Полковник Александр Муравьев | 37 | Шахирев         |
| 8  | Дивов                   | 23 | Люблинский                   | 38 | Враницкий       |
| 9  | Свистунов               | 24 | Лисовский                    | 39 | Бодиско 1-й     |
| 10 | Басаргин                | 25 | Кривцов                      | 40 | Граф Коновницын |
| 11 | Анненков                | 26 | Толстой                      | 41 | Кожевников      |
| 12 | Ивашев                  | 27 | Поливанов                    | 42 | Лаппа           |
| 13 | Торсон                  | 28 | Граф Булгари                 | 43 | Капитан Пущин   |
| 14 | Барон Штейнгель         | 29 | Берстель                     |    |                 |
| 15 | Батеньков               | 30 | Андреев                      |    |                 |

— список подсудимых, не признавших собственную вину:
Николай Тургенев, Горский, Шаховской, Цебриков.
Около 100 активных участников движения декабристов были направлены на каторжные работы и поселение в Сибирь.
Достоверные сведения о дальнейшей судьбе осужденных на годы были скрыты в делах секретного архива III отделения («Алфавит» с дополнительными материалами и уточненными биографическими данными был опубликован только в 1925 году).
Историку и публицисту П. В. Долгорукову, собиравшему материалы к задуманной книге «История заговора 14 декабря 1825 года», удалось составить реестр из 114 имен декабристов с данными об их каторжно-ссыльной судьбе вплоть 1846 года.
М. Бестужев оставил список 82 членов Обществ декабристов, доставленных несколькими партиями в 1827 году в Читинский каземат и содержавшихся там до перевода в 1830 году на каторжные работы в Петровский завод:
| Северного общества:  | Южного общества:     | Общества Соединенных славян: |
| -------------------- | -------------------- | ---------------------------- |
| Кн. Трубецкой        | Кн. Серг. Волконский | Борисов 1-й                  |
| Кн. Оболенский       | Давыдов              | Борисов 2-й                  |
| Ник. Муравьев        | Кн. Барятинский      | Спиридов                     |
| Кн. Щепин-Ростовский | Алек. Поджио         | Горбачевский                 |
| Мих. Бестужев        | Артам. Муравьев      | Бечаснов                     |
| Арбузов              | Повало-Швейковский   | Пестов                       |
| Ник. Бестужев        | Вадковский           | Андреевич 2-й                |
| Панов                | Тизегаузен           | Люблинский                   |
| Сутгоф               | Крюков 1-й           | Тютчев                       |
| М. Кюхельбекер 2-й   | Фаленберг            | Громницкий                   |
| Ив. Пущин            | Лорер                | Киреев                       |
| Кн. Одоевский        | Краснокутский        | Веденяпин 1-й                |
| Якубович             | Лихарев              | Шимков                       |
| Репин                | Вольф                | Мозган                       |
| Алек. Муравьев       | Крюков 2-й           | Иванов                       |
| Якушкин              | <Иос.> Поджио        | Фролов                       |
| Фон-Визин            | Аврамов              | Мозалевский                  |
| Лунин                | Янтальцев            | Лисовский                    |
| Муханов              | Ивашев               | Выгодовский                  |
| Митьков              | Басаргин             | Берстель                     |
| Завалишин 1-й        | Корнилович           | Шахирев                      |
| Бар. Штейнгейль      | Бобрищев-Пушкин 1-й  |                              |
| Торсон               | Бобрищев-Пушкин 2-й  |                              |
| Беляев 1-й           | Абрамов 2-й          |                              |
| Беляев 2-й           | Загорецкий           |                              |
| Свистунов            | Барон Черкасов       |                              |
| Анненков             | А. П. Юшневский      |                              |
| Кривцов              |                      |                              |
| Алек. Муравьев 2-й   |                      |                              |
| Нарышкин             |                      |                              |
| Фон-дер-Бригген      |                      |                              |
| Бар. Розен           |                      |                              |
| Глебов               |                      |                              |
| Граф Чернышев        |                      |                              |

М. И. Муравьёв-Апостол, вернувшийся из Сибири после амнистии 1856 года и состоявший в переписке со многими ссыльными и их родственниками, и которого Г. С. Батенков называл «евангелистом», составил своего рода синодик — список погибших и умерших декабристов, внеся в него собранные на тот период сведения: после его смерти в 1886 году в живых остался только один декабрист — Д. И. Завалишин (умер в 1892 году). В «Погостном списке» приведено 108 фамилий (Е. П. Оболенский упомянут дважды).
В 1878 году А. Е. Розен в некрологе умершему 27 января И. А. Анненкову привёл список восьми остававшихся в живых декабристов:
М. И. Муравьёв-Апостол (85 лет),
Н. А. Загорецкий (81), 
М. А. Назимов (78), 
А. Е. Розен (78), 
П. Н. Свистунов (76), 
А. П. Беляев (76), 
Д. И. Завалишин (76), 
А. Ф. Фролов (76).

## Погостный список
«Погостный список», составленный М. И. Муравьевым-Апостолом
| Год  | Месяц Число | Фамилия                                                                        | Место кончины и похорон                                                                     | Примечание издателя 1907 г. |
| ---- | ----------- | ------------------------------------------------------------------------------ | ------------------------------------------------------------------------------------------- | --------------------------- |
| 1826 | Янв. 3      | Муравьев-Апостол, Ипполит Иванович, род. в Париже 7 августа 1805               | Киевская губ., Богуславского уезда, близ деревни Трилесы застрелился из пистолета           |                             |
| "    | "           | Щепилло, Михаил Алексеевич, убит картечью                                      |                                                                                             |                             |
| "    | "           | Кузьмин, Анастасий Дмитриевич                                                  |                                                                                             |                             |
| "    | Июля 13     | Пестель, Павел Иванович                                                        | Приняли мученичество на валу Кронверской куртины Петропавловской крепости в С.Петербурге    |                             |
| "    | "           | Рылеев, Кондратий Федорович                                                    | "                                                                                           |                             |
| "    | "           | Муравьев-Апостол, Сергей Иванович, род. в Петерб. 1796 в октябре               | "                                                                                           |                             |
| "    | "           | Бестужев-Рюмин, Михаил Павлович, род. в 1804 г.                                | "                                                                                           |                             |
| "    | "           | Каховский, Петр Андр.*                                                         | "                                                                                           | * Григорьевич               |
| 1832 | Апр. 15     | Репин, Николай Петрович                                                        | Сгорели в Верхоленске, Иркутской губернии, на берегу Лены                                   |                             |
| "    | "           | Андреев, оба гвард. офиц.                                                      | "                                                                                           |                             |
| "    | Дек. 25     | Пестов, Александр Семенов.                                                     | В Петровской тюрьме за Байкалом                                                             |                             |
| 1834 |             | Враницкий, Вас. Ив., чех, полков. Генер. штаба, в 1813 перешел в нашу службу † | В Ялуторовске                                                                               |                             |
| "    |             | Веденяпин                                                                      |                                                                                             |                             |
| 1832 |             | Заикин, Никол. Фед. †                                                          | В Ишиме на Лене**                                                                           | **Илимске                   |
| 1834 |             | Шаховской, Фед. Петр. †                                                        | В Суздале (в монастыре)                                                                     |                             |
| "    |             | Коновницин, Петр Петров. †                                                     | Во Владикавказе, от холеры                                                                  |                             |
| 1837 | Июля 7      | Бестужев, Александр Александр.                                                 | Убит у мыса Адлер, на Черном море, на Кавказе                                               |                             |
| 1835 | "           | Корнилович, Александр Осипов. †                                                | В Темир-хан-Шуре от горячки, спасши тонувш. солдата                                         |                             |
| "    |             | Берстель                                                                       | На Кавказе изрублен на орудии в деле против черкесов                                        |                             |
| 1837 |             | Шимков, Иван Федор. †                                                          | В Верхн.-Удинском округе, за Байкалом                                                       |                             |
| 1838 |             | Абрамов, Павел Васильев. †                                                     | В Оёке, Иркутской губ., близ Иркутска                                                       |                             |
| 1839 |             | Дивов                                                                          | Убит на Кавказе                                                                             |                             |
| "    | Авг. 12     | Одоевский, Александр Иванов. †                                                 | На Кавказе между Субисаи и Сочи, на берегу Черного моря                                     |                             |
| 1840 |             | Андреевич, Яков Максимович †                                                   | В Верхнее-Удинске Иркут. губ.                                                               |                             |
| "    |             | Лихарев, Владим. Николаев.                                                     | Убит на Кавказе в сражении на Валерике                                                      |                             |
| "    | Дек. 28     | Ивашев, Васил. Петров. †                                                       | В Туринске, Тобольской губ.                                                                 |                             |
| 1841 |             | Краснокутский, Семен Григор. †                                                 | В Тобольске                                                                                 |                             |
| 1842 |             | Фохт, Иван Федоров. †                                                          |                                                                                             |                             |
| 1843 | Апр. 28     | Муравьев, Никита Михайлович †                                                  | В Урике близ Иркутска                                                                       |                             |
| "    |             | Мозган, Павел Дмитр.                                                           | Убит на Кавказе                                                                             |                             |
| 1844 | Янв. 7      | Вадковский, Федор Федорович †                                                  | В Оёке, близ Иркутска, по якутскому тракту                                                  |                             |
| "    | "           | Юшневский, Алексей Петров.                                                     | В Разводной, близ Иркутска                                                                  |                             |
| "    | Авг. 19     | Барятинский, Александр Иван.*** †                                              | В Тобольске                                                                                 | *** Петрович                |
| 1845 | Мая 10      | Повало-Швейковский, Иван Семенович                                             | В Кургане, Тобольской губ.                                                                  |                             |
| "    | Янв. 27     | Ентальцев, Андрей Васильевич †                                                 | В Ялуторовске, Тобольск. губ.                                                               |                             |
| "    | Сен. 10     | Якубович, Александр Иван.†                                                     | В Енисейске                                                                                 |                             |
| "    | Нояб. 5     | Муравьев, Артамон Захарьевич †                                                 | В Разводной, близ Иркутска                                                                  |                             |
| "    | Дек. 8      | Лунин, Михаил Сергеевич †                                                      | В Акатуе за Байкалом                                                                        |                             |
| 1846 | Авг. 11     | Кюхельбекер Вильгельм Карлов.                                                  | В Тобольске                                                                                 |                             |
| 1848 | Янв. 8      | Поджио, Осип Виктор.                                                           | В Усть-Куде, близ Иркутска                                                                  |                             |
| "    | "           | Иванов, Илья Иванов.†                                                          | В Каменке на Ангаре, близ Иркутска                                                          |                             |
| "    | "           | Чижов Алексей Никол.                                                           |                                                                                             |                             |
| 1849 | Окт. 23     | Митьков, Михаил Фотьевич †                                                     | В Красноярске                                                                               |                             |
| 1850 | Янв. 14     | Панов, Николай Алексеевич †                                                    | В Урике, близ Иркутска                                                                      |                             |
| 1851 |             | Торсон, Константин Петров.†                                                    | В Селенгинске, Иркутской губ., за Байкалом                                                  |                             |
| "    |             | Глебов, Михаил Николаев.†                                                      | В Кабанском, Иркутской губ., за Байкалом                                                    |                             |
| "    |             | Громницкий, Птр Федор.†                                                        | В Черемхове, близ Иркутска                                                                  |                             |
| 1854 | Фев. 12     | Муханов, Петр Александр.†                                                      | В Иркутске                                                                                  |                             |
| "    | Апр. 30     | Фонвизин, Михаил Александрович †                                               | В Марьине близ Бронниц, Московской губ.                                                     |                             |
| "    | Мая 30      | Крюков, Николай Александр.†                                                    | В Минусинске, Енисейской губ.                                                               |                             |
| "    | Сен. 30     | Борисовы, Петр и Андрей Ивановичи †                                            | В Разводной, близ Иркутска; оба брата в один день                                           |                             |
| "    | Дек. 21     | Спиридов, Михаил Матвеевич †                                                   | В селе Дроникине, близ Красноярска                                                          |                             |
| 1853 | Нояб. 24    | Муравьев, Александр Михайлович †                                               | В Тобольске                                                                                 |                             |
| 1854 | Дек. 20     | Вольф, Фердинанд Богданович                                                    | В Тобольске                                                                                 |                             |
| "    | "           | Норов, Василий Сергеевич †                                                     | В Ревеле                                                                                    |                             |
| 1855 | Мая 14      | Бестужев, Николай Александрович †                                              | В Селенгинске, Иркутской губ., за Байкалом                                                  |                             |
| "    |             | Давыдов, Василий Львович †                                                     | В Красноярске                                                                               |                             |
| "    |             | Черкасов, Алексей Иванович †                                                   | В Москве                                                                                    |                             |
| 1856 |             | Тютчев, Алексей Иванович †                                                     | В Минусинске, Енисейской губ.                                                               |                             |
| "    |             | Абрамович, Иван Борисович                                                      | Оба зарезаны у себя на дому в Туруханске, Енисейской губ. Жили вместе                       |                             |
| "    |             | Лисовский                                                                      | "                                                                                           |                             |
| 1826 |             | Поливанов                                                                      | В Петропавловской крепости, в С. П., от чахотки                                             |                             |
| "    |             | Булатов                                                                        | В Петропавловской крепости, уморил себя голодом                                             |                             |
| 1856 |             | Фурман †                                                                       | В Сургуте, на Оби, Тобольской губ.                                                          |                             |
| "    |             | Выгодовский                                                                    |                                                                                             |                             |
| "    |             | Лаппа                                                                          |                                                                                             |                             |
| "    |             | Вишневский                                                                     |                                                                                             |                             |
| "    |             | Бодиско                                                                        | Убит на Кавказе                                                                             |                             |
| "    |             | Люблинский                                                                     |                                                                                             |                             |
| "    |             | Булгари                                                                        |                                                                                             |                             |
| "    |             | Мозгалевский †                                                                 | В Минусинске, Енисейской губ.                                                               |                             |
| "    |             | Оржицкий†                                                                      | В Петербурге                                                                                |                             |
| 1857 | Авг. 11     | Якушкин, Иван Дмитриевич †                                                     | В Москве, похоронен на Пятницком кладб.                                                     |                             |
| "    | Окт. 25     | Тизенгаузен, Василий Карлович †                                                | В Нарве                                                                                     |                             |
| 1859 | Апр. 3      | Пущин, Иван Иванович †                                                         | В Марьине, усадьбе близ Бронниц, Моск. губ.                                                 |                             |
| "    | Июня 29     | Бригген, Александр Федорович †                                                 | От холеры в Петергофе, близ С. П.                                                           |                             |
| "    |             | Щепин-Ростовский, Дмитрий Александрович †                                      | В Ярославской губ.                                                                          |                             |
| "    |             | Башмаков, Флегонт Миронович †                                                  | В Тобольске. Не принадлежал к обществу. Жил в бедности у Сер. Иван., ничего не знал о Т. О. |                             |
| "    |             | Кюхельбекер, Михаил Карлович †                                                 | В Баргузине, Иркутской губ., за Байкалом                                                    |                             |
| "    |             | Бечаснов, Владимир Александрович †                                             | В Смоленщине, близ Иркутска                                                                 |                             |
| 1861 | Февр.       | Басаргин, Николай Васильевич †                                                 | В Москве, в доме Дубовицкого, на Тверском бульваре                                          |                             |
| 1862 | Мая 11      | Чернышев, Захар Григорьевич †                                                  | В Риме                                                                                      |                             |
| 1863 | Янв. 2      | Нарышкин, Михаил Михайлович †                                                  | В Москве, похор. в Донском монастыре                                                        |                             |
| "    | Окт. 29     | Батенков, Гавриил Степанович †                                                 | В Калуге                                                                                    |                             |
| "    | Дек. 18     | Муравьев, Александр Николаевич †                                               | В Москве, похоронен в Ново-Девичьем монаст.                                                 |                             |
| 1864 | Мая 3       | Кривцов, Сергей Иванович †                                                     | В Орле                                                                                      |                             |
| 1865 | Фев. 13     | Бобрищев-Пушкин, Пвел Сергеевич †                                              | В Москве, на Ваганьковском кладбище                                                         |                             |
| "    | Фев. 26     | Оболенский, Евгений петрович †                                                 | В Калуге                                                                                    |                             |
| "    |             | Беляев, Петр Александр.                                                        |                                                                                             |                             |
| 1866 | Июня 21     | Киреев, Иван Васильевич †                                                      | В Туле                                                                                      |                             |
| "    |             | Цебриков, Николай Романович †                                                  | В Петербурге                                                                                |                             |
| "    |             | Арбузов, Антон Петрович †                                                      | В Минусинске Енисейской губ.                                                                |                             |
| "    |             | Штейнгель, Владимир Иванович †                                                 | В Петербурге                                                                                |                             |
| "    |             | Ингельстром †                                                                  | В Таганроге                                                                                 |                             |
| "    |             | Соловьев, Вениамин Николаевич †                                                | В Рязанской губ.                                                                            |                             |
| "    |             | Рукевич                                                                        |                                                                                             |                             |
| "    |             | Мазалевский                                                                    |                                                                                             |                             |
| "    |             | Колесников                                                                     |                                                                                             | [ 13 ]                      |
| 1869 | Фев. 20     | Горбачевский, Иван Иванович †                                                  | В Петровском заводе, за Байкалом                                                            |                             |
| "    | Мая 25      | Пущин, Михаил Иванович †                                                       | В Бобруйске                                                                                 |                             |
| "    | "           | Кузьмин, Анастасий Дмитриевич †                                                |                                                                                             |                             |
| 1871 | Июня 21     | Бестужев, Михаил Александрович †                                               | В Москве, похор. на Ваганькове                                                              |                             |
| 1872 |             | Сутгоф, Александр Николаевич †                                                 | В Боржоме, летнем местопребывании кавказского наместника                                    |                             |
| "    |             | Быстрицкий, Андрей Андреевич †                                                 | В губернии Подольской                                                                       |                             |
| 1873 | Фев. 13     | Фаленберг, Петр Иванович †                                                     | В Белгороде, похор. в Харькове на лютеранском кл.                                           |                             |
| "    | Мая         | Лорер, Николай Иванович †                                                      | В Полтаве                                                                                   |                             |
| "    | Июня 6      | Поджио, Александр Викторович †                                                 | В Воронках, Черниговской губ., Нежинского уезда                                             |                             |
| 1865 | Нояб. 28    | Волконский, Сергей Григорьевич †                                               | В Воронках, Чернигов. губ., Нежин. у.                                                       |                             |
| "    | Фев. 26     | Оболенский, Евгений Петрович †                                                 | В Калуге                                                                                    | [ 14 ]                      |

Сведения, приведенные, как в «Погостном списке», так и в «Алфавите» послужили источником многочисленных исторических исследований и были впоследствии уточнены в части некоторых дат, написаний имен и географических названий.

## Иконографические списки и коллекции
Историческим памятником иконографии участников восстания 14 декабря 1825 года является сохранившийся в архиве III Отделения документ — сводный перечень, описывающий внешность 56 декабристов, так как, по правилам тех лет, перед отправкой в Сибирь на каждого был составлен словесный портрет: «Список именной преступникам, Верховным уголовным судом осуждённым, ныне содержащимся в Санкт-Петербургской крепости, с означением лет, роста и примет».

Несмотря на то, что Николай I повелел
воспрепятствовать поселенцам из государственных и политических преступников на будущее время снимать с себя портреты и направлять оные к родственникам или к кому бы то ни было
 декабрист-художник Николай Бестужев задумал и создал серию акварельных портретов главных участников восстания, из которых 76 (в том числе Волконского, Трубецкого, Пущина, Якубовича, Лунина, Завалишина и др.) в 1944 году удалось разыскать и, тем самым, сохранить для потомков И. С. Зильберштейну. Портретная галерея декабристов, созданная Бестужевым стала
важным видом мемуарного, исторического, художественного закрепления их дела.